# Ахмед Фуад I
Ахмад Фуад I (араб. فؤاد الأول Fu’ād al-Awwal, англ. Fuad I of Egypt; 26 березня 1868 — 28 квітня 1936) — султан (1917—1922), потім король Єгипту та Судану (1922—36).

## Правління
Головною подією в період правління Ахмеда Фуада I стало те, що 28 лютого 1922 року Велика Британія в односторонньому порядку визнала незалежність Єгипту. Відтак, Ахмед Фуад I змінив свій титул з султана на короля.
Загалом правління Фуада І було позначено протистоянням з вафдістами, що вимагали не формальної, а справжньої незалежності для Єгипту.
У 1930 році Ахмед Фуад I, намагаючись зміцнити свою (королівську) владу скасував дію Конституції 1923 року, замінивши її новою, за якою парламенту відводились суто консультативні функції, проте у зв'язку з широким суспільним розголосом і народними протестами 1935 року вимушений був повернути до дії попередню конституцію.
Після смерті Фуада I, трон успадкував його син Фарук I.